# Ниязов, Зия
Зия Ниязов (1903, Ташкент, Российская империя — октябрь 1975) — советский партийный и хозяйственный деятель. Первый руководитель Ташкентского облисполкома.

## Биография

### Ранние годы и учёба
Зия Ниязов родился в 1903 году в Ташкенте в семье разнорабочего.
В 1918 году окончил три класса русско-туземной школы, в 1921 году — четыре класса новометодной узбекской школы «Туран».

### Рабочая карьера
В июне 1921 — ноябре 1926 года работал молотобойцем в отцовской кустарной мастерской, с декабря 1926 года — молобойцем коллектива безработных.
В феврале 1928 года стал кузнецом механических мастерских главного управления «Главхлопка». С сентября 1931 года работал мастером, помощником начальника кузнечного цеха завода «Ташсельмаш», с декабря 1933 года — кузнецом на том же заводе.

### Партийная карьера
В июле 1930 года стал кандидатом в члены ВКП(б), с апреля 1931 года — членом партии.
В октябре 1935 года был назначен заместителем секретаря парткома «Ташсельмаша», с сентября 1937 года был его секретарём.
В марте 1938 года был назначен председателем оргкомитета ЦИК Узбекской ССР по создаваемой Ташкентской области. Работал на этом посту до сентября, после этого был назначен 3-м секретарём ЦК КП Узбекской ССР. Оставался на этом посту до февраля 1939 года.
С сентября 1939 по декабрь 1941 года учился на подготовительном отделении Всесоюзной промышленной академии в Москве.
В декабре 1941 — октябре 1942 года и мае 1943 — апреле 1944 года был заместителем председателя Куйбышевского райисполкома Ташкента.
Избирался депутатом Верховного Совета Узбекской ССР 1-го и 2-го созывов.

### Последние годы
В апреле 1944 — сентябре 1947 года не работал, находясь на инвалидности. В сентябре 1947 года был назначен директором промкомбината в Ташкенте. В декабре 1949 года вернулся на «Ташсельмаш», где был мастером участка кузнечного цеха.
В мае 1958 года ушёл на пенсию. Жил в Ташкенте.
Умер в октябре 1975 года.